# 长足蚜属
长足蚜属（学名：Abura）是蚜科下的一个属。

## 下属物种
本属包括以下物种：
- 桃长足蚜 Abura momocola Matsumura, 1917